# Pedro Lascuráin
Pedro José Domingo de la Calzada Manuel María Lascuráin Paredes (8 tháng 5 năm 1856 - 21 tháng 7 năm 1952) là một chính trị gia Mexico, từng là tổng thống thứ 34 của México trong ít nhất một giờ vào ngày 19 tháng 2 năm 1913, là một trong những nhiệm kỳ ngắn nhất trong Lịch sử của thế giới. Trước đó, ông từng là Bộ trưởng Ngoại giao Mexico về hai nhiệm kỳ và là giám đốc một trường luật nhỏ ở Thành phố Mexico trong mười sáu năm.
Lascuráin nhận được bằng luật năm 1880 từ Escuela Nacional de Jurisprudencia ở thành phố Mexico. Ông là thị trưởng thành phố Mexico năm 1910 khi Madero bắt đầu chiến dịch chống lại ông Díaz. Lascuráin là người ủng hộ Madero và sau khi Madero được bầu làm tổng thống thay thế Díaz, Lascuráin đã từng làm thư ký ngoại giao hai lần trong nội các của Madero (10 tháng 4 năm 1912 đến ngày 4 tháng 12 năm 1912 và ngày 15 tháng 1 năm 1913 đến ngày 19 tháng 2 năm 1913). Giữa hai nhiệm kỳ, ông lại trở thành thị trưởng thành phố Mexico. Là Bộ trưởng Ngoại giao, ông ta phải giải quyết các yêu cầu của Đại sứ Hoa Kỳ Henry Lane Wilson.

## Sự nghiệp đầu đời
Lascuráin nhận bằng luật năm 1880 từ Escuela Nacional de Jurisprudencia (Trường Quốc gia Luật học) ở Thành phố Mexico. Ông là thị trưởng thành phố Mexico vào năm 1910 khi Francisco I. Madero bắt đầu chiến dịch chống lại sự tái đắc cử của Porfirio Díaz . Lascuráin là người ủng hộ Madero, và sau khi Madero được bầu làm tổng thống thay thế Díaz, Lascuráin đã hai lần làm ngoại trưởng trong nội các của Madero (10 tháng 4 năm 1912 đến ngày 4 tháng 12 năm 1912 và ngày 15 tháng 1 năm 1913 đến ngày 19 tháng 2 năm 1913). Giữa hai nhiệm kỳ, ông lại trở thành thị trưởng của Thành phố Mexico. Với tư cách là ngoại trưởng, ông phải giải quyết các yêu cầu của Đại sứ Mỹ Henry Lane Wils